# Francisco Rueda López
Francisco  Rueda López (Tabernas, 1834 - Almería, 1903) fue un periodista y escritor español del siglo XIX.

## Biografía

### Nacimiento y juventud
Proveniente de una familia humilde, a muy temprana edad se trasladó junto con su familia a la ciudad de Almería, en cuya iglesia de Santiago fue bautizado. 
Casó en la misma ciudad con Carmen Gallurt y, tras trabajar en unas canteras, su suegro, Andrés Gallurt, lo acomodó como dependiente en un establecimiento dedicado a la venta de café sito en la calle Mariana de la capital. 
Fue un voraz lector desde la infancia. De ello se percató Antonio Brocca, amigo de la familia, quien por ello lo recomendó para la imprenta del impresor y poeta Vicente Duimóvich, en la calle de las Tiendas. Al morir éste, Francisco Rueda López, ya impresor, trasladó la imprenta a la plaza de San Pedro.

### La Crónica Meridional
Sería allí donde verían la luz, tras no pocas vicisitudes, los primeros ejemplares del diario plural de información general soñado por Francisco Rueda López: La Crónica Meridional, el diario decano de la prensa almeriense y de más larga vida: nacido el 15 de marzo de 1860, funcionaría durante 76 años sin interrupción, hasta enero de 1937, tirando casi 26 000 números y dando pie a toda una saga de directores y periodistas: Francisco Rueda López, su hijo, Guillermo Rueda, y su nieto.

### Madurez. Obra literaria
Casó en segundas nupcias con Encarnación García López, con quien no tuvo hijos. De talante republicano, colaboró con diversas comisiones ciudadanas y fue autor de una obra literaria variada. A él se atribuyen dos comedias, El tío Calambres y No hay regla sin excepción, varios trabajos poéticos (muchos de los cuales se publicaron en la Revista de Almería, como la Oda a las gloriosas víctimas sacrificadas en 1824, dedicado a los Coloraos. Destaca por fin la miscelánea de poesías, cuentos, epigramas y semblanzas titulada Secretos de mi cartera, publicada en 1866.
Falleció en su ciudad el 22 de julio de 1903 por una insuficiencia cardiaca. Cinco días después el Ayuntamiento de Almería le dedicaba la antigua calle de la Vega.